# Panoramio
Panoramio a fost un sit web specializat în partajarea fotografiilor care au geolocație. Fotografiile acceptate care au fost încărcate pe sit pot fi accesate în Google Earth și Google Maps. Scopul sitului este de a permite utilizatorilor Google Earth să afle mai multe despre o anumită zonă geografică prin vizualizarea fotografiilor pe care alți utilizatori le-au făcut în acel loc. Situl este disponibil în mai multe limbi.
Sediul central de unde a fost administrat Panoramio s-a aflat în Zürich, în clădirea de birouri deținută de Google Elveția.

## Istorie

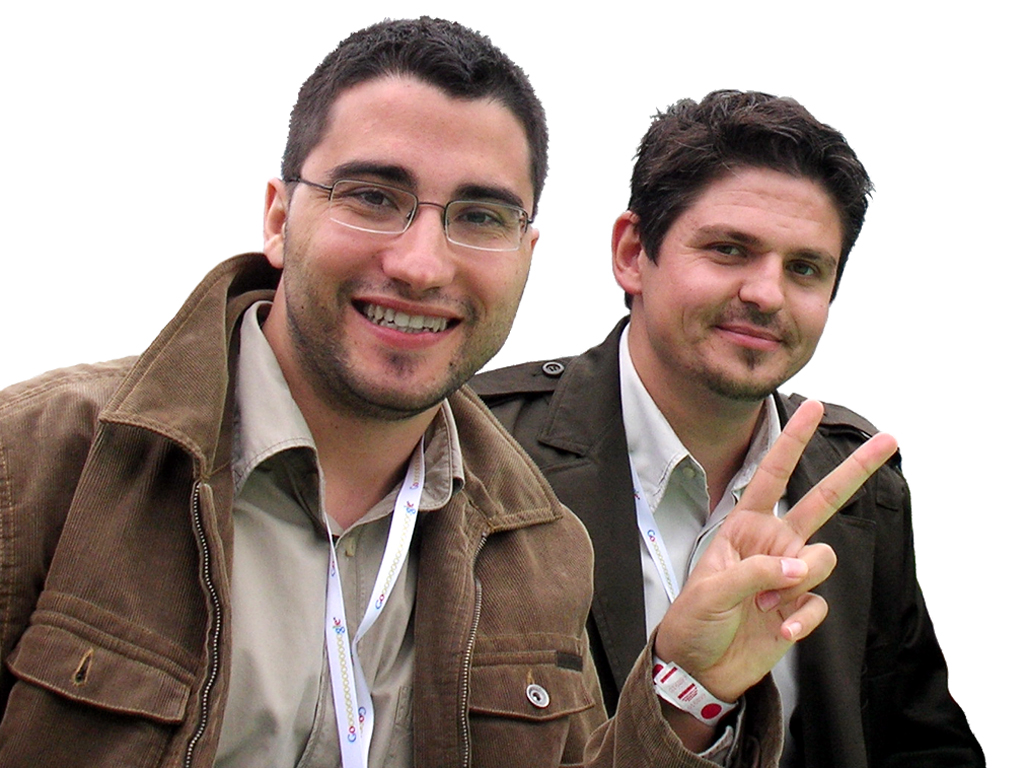
Joaquín Cuenca şi Eduardo Manchón, creatorii sitului Panoramio.

Panoramio a fost creat în vara anului 2005 de către Joaquín Cuenca Abela și Eduardo Aguilar Manchón, doi antreprenori spanioli. Acesta a fost lansat oficial pe 3 octombrie 2005, iar pe 19 martie 2007 a avut arhivate peste un milion de fotografii înscrise.  Trei luni mai târziu, la 27 iunie 2007, numărul de fotografii a ajuns la două milioane, iar peste încă patru luni, la 25 octombrie 2007, numărul lor a ajuns la cinci milioane.
La data de 30 mai 2007, Google și-a anunțat planurile de a achiziționa situl, iar în iulie 2007, Panoramio a fost cumpărat.
Eduardo Manchón a părăsit compania în ianuarie 2010 pentru a se putea concentra asupra noul său proiect, Askaro Arhivat în 26 ianuarie 2012, la Wayback Machine.. El a fost înlocuit de Gerard Sanz Viñas. Joaquín Cuenca a părăsit compania în mai 2010.